# Kopreus
Kopreus (gr. Κοπρεύς) – postać z mitologii greckiej, syn Pelopsa.
Po zabójstwie bliżej nieznanego Ifitosa musiał opuścić rodzinną Elidę i udał się do Myken, gdzie podjął służbę jako herold na dworze króla Eurysteusza. To właśnie on, w zastępstwie obawiającego się osobistego spotkania z Heraklesem króla, miał przekazywać herosowi rozkazy związane z dwunastoma pracami. Tradycja przedstawiała Kopreusa jako człowieka nikczemnego, podłego i zarozumiałego. Miał zginąć z rąk Ateńczyków, gdy jako wysłannik Eurysteusza przekazywał im w grubiański sposób żądanie wydalenia Heraklidów. Ponieważ zabicie posła było złamaniem ogólnie przyjętego prawa, na pamiątkę tego wydarzenia w ramach pokuty podczas niektórych świąt ateńscy efebowie nosili krótkie szaty barwione na czarno.
Syn Kopreusa, Perifetes, miał walczyć w wojnie trojańskiej u boku Agamemnona i polec z ręki Hektora.